# Korea Gas Corporation
Korea Gas Corporation (KOGAS) est la compagnie nationale coréenne de gaz naturel, créée en 1983 par le gouvernement coréen.
KOGAS est devenu le plus gros importateur mondial de gaz LNG liquéfié et exploite trois terminaux de regazéification et 2 721 km de gazoducs en Corée du Sud.